# Bolachikkalaki, Bijapur
Bolachikkalaki là một làng thuộc tehsil Bijapur, huyện Bijapur, bang Karnataka, Ấn Độ.